# Liste der Kulturdenkmäler in Sembach
In der Liste der Kulturdenkmäler in Sembach sind alle Kulturdenkmäler der rheinland-pfälzischen Ortsgemeinde Sembach aufgeführt. Grundlage ist die Denkmalliste des Landes Rheinland-Pfalz (Stand: 21. Juli 2023).

## Einzeldenkmäler
| Bezeichnung                 | Lage                                  | Baujahr                              | Beschreibung | Bild                           |
| --------------------------- | ------------------------------------- | ------------------------------------ | --- | ------------------------------ |
| Kriegerdenkmal              | Friedhofstraße, auf dem Friedhof Lage | 1920er Jahre                         | Kriegerdenkmal 1914/18, Löwe, 1920er Jahre                                                                                          | Fotos hochladen                |
| Mennonitische Kirche        | Friedhofstraße 4 Lage                 | Mitte des 19. Jahrhunderts           | fünfachsiger Saal mit gotisierenden Fenstern, wohl aus der Mitte des 19. Jahrhunderts, Barockportal des Vorgängers, bezeichnet 1777 | weitere Bilder Fotos hochladen |
| Rat- und Schulhaus          | Hauptstraße 34 Lage                   | 1821                                 | ehemaliges Rat- und Schulhaus; klassizistischer Krüppelwalmdachbau, bezeichnet 1821                                                 | Fotos hochladen                |
| Posthalterei                | Kaiserstraße 18 Lage                  | erste Hälfte des 19. Jahrhunderts    | ehemalige Posthalterei; Vierseitanlage, erste Hälfte des 19. Jahrhunderts; klassizistischer Krüppelwalmdachbau, 1812                | Fotos hochladen                |
| Gasthaus „Zum Hirsch“       | Kaiserstraße 20 Lage                  | 1812                                 | klassizistischer Krüppelwalmdachbau, bezeichnet 1812                                                                                | BW                             |
| Gasthaus „Zum Ritterbau“    | Kaiserstraße 30 Lage                  | um 1860                              | stattlicher spätklassizistischer Walmdachbau, um 1860                                                                               | BW                             |
| Hofanlage                   | Kirchstraße 12 Lage                   | erste Hälfte des 19. Jahrhunderts    | Dreiseithof mit Fachwerkhaus, erste Hälfte des 19. Jahrhunderts                                                                     | BW                             |
| Protestantische Pfarrkirche | Kirchstraße 13 Lage                   | 1773                                 | spätbarocker Saalbau, bezeichnet 1773; Nr. 11/11a: Pfarrhof, 1860/61                                                                | weitere Bilder Fotos hochladen |
| Wohnhaus                    | Marktstraße 14/16 Lage                | 18. Jahrhundert                      | spätbarockes Fachwerk-Doppelhaus, im Kern aus dem 18. Jahrhundert                                                                   | BW                             |
| Dorfgemeinschaftshaus       | Marktstraße 18 Lage                   | letztes Viertel des 19. Jahrhunderts | ehemalige Schule; spätklassizistischer Putzbau, letztes Viertel des 19. Jahrhunderts                                                | Fotos hochladen                |
| Eichenbachermühle           | östlich des Ortes an der L 393 Lage   | erste Hälfte des 19. Jahrhunderts    | Dreiflügelanlage, erste Hälfte des 19. Jahrhunderts                                                                                 | Fotos hochladen                |